# Sidzina (województwo małopolskie)

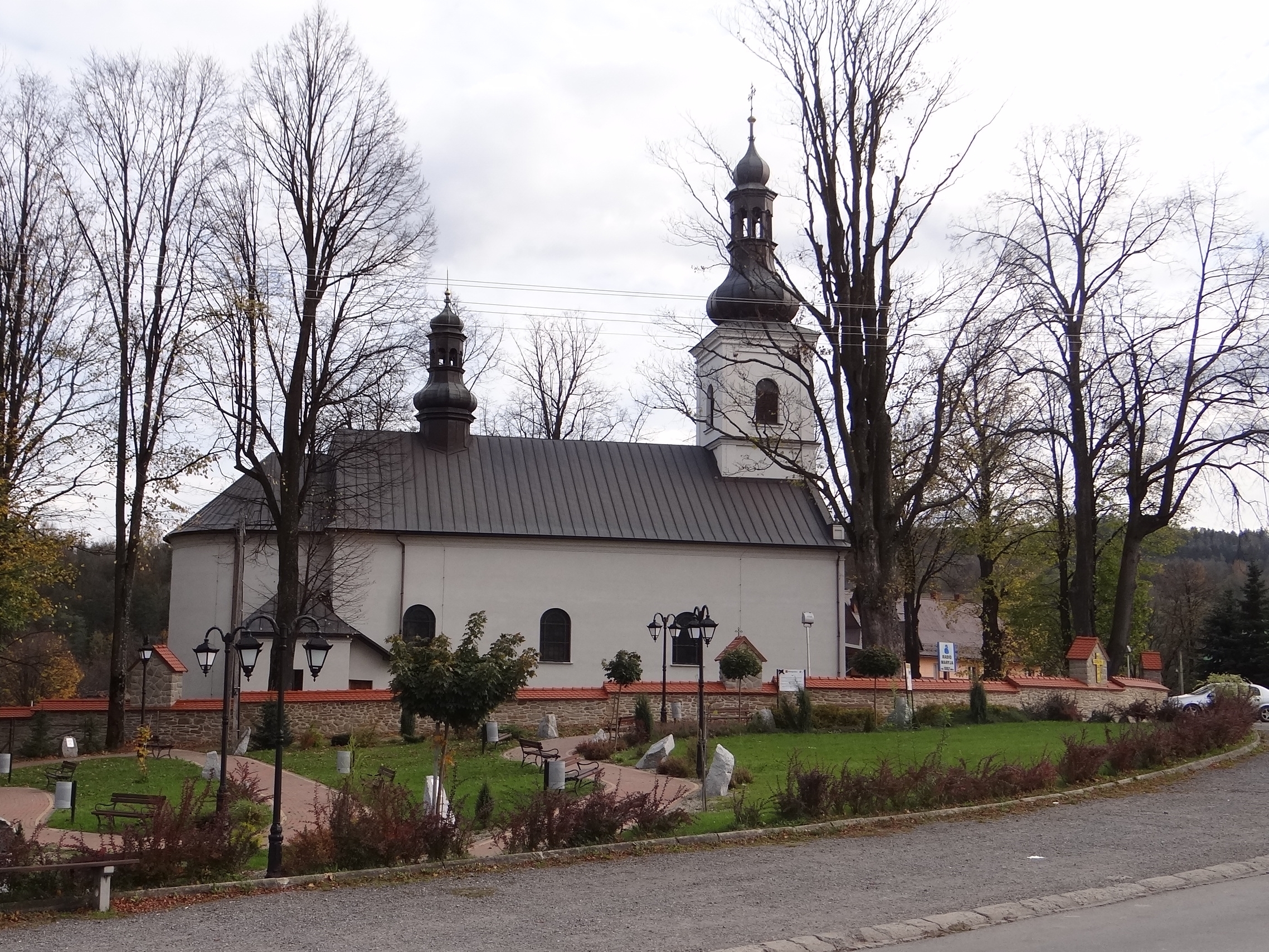
Kościół w Sidzinie

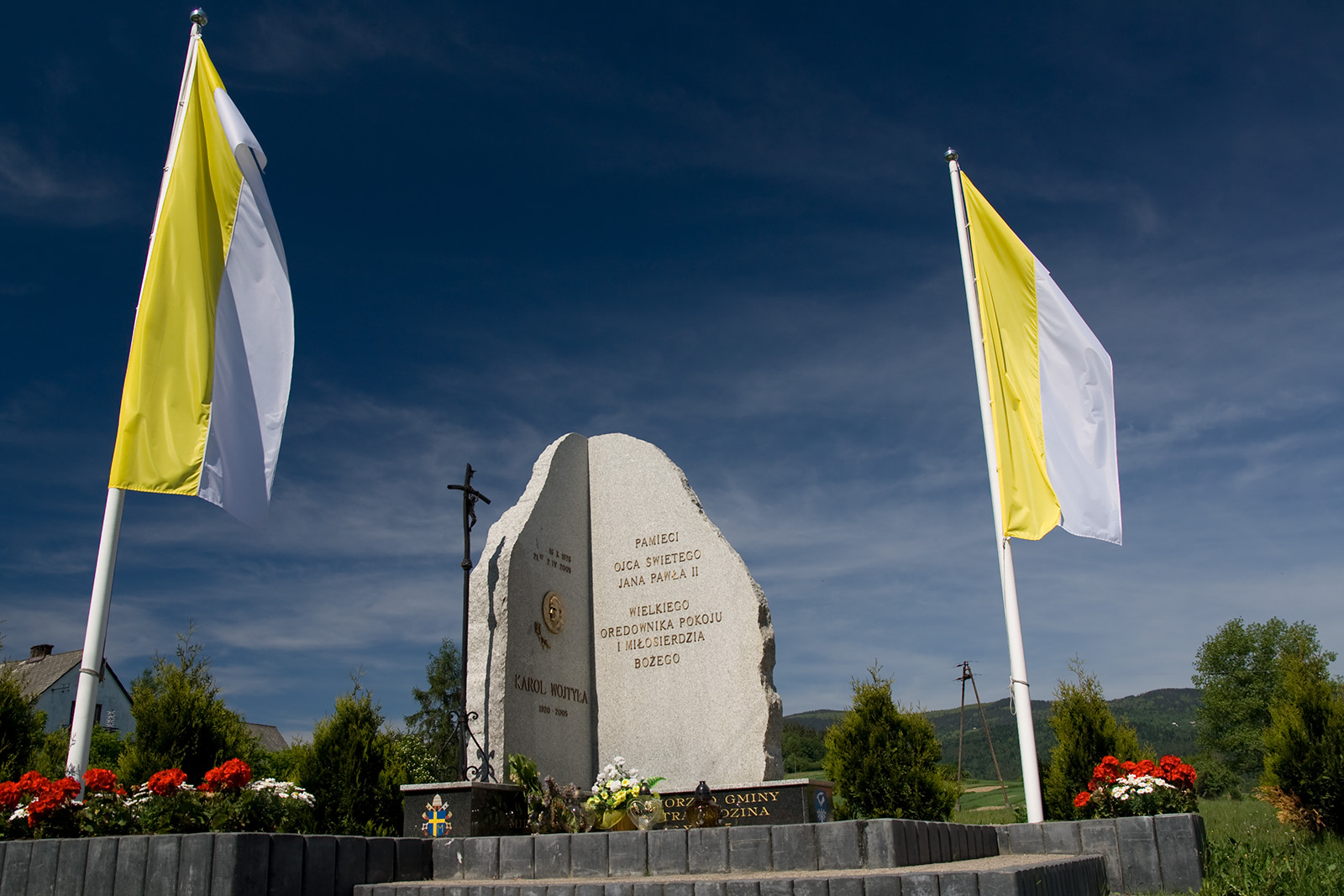
Obelisk

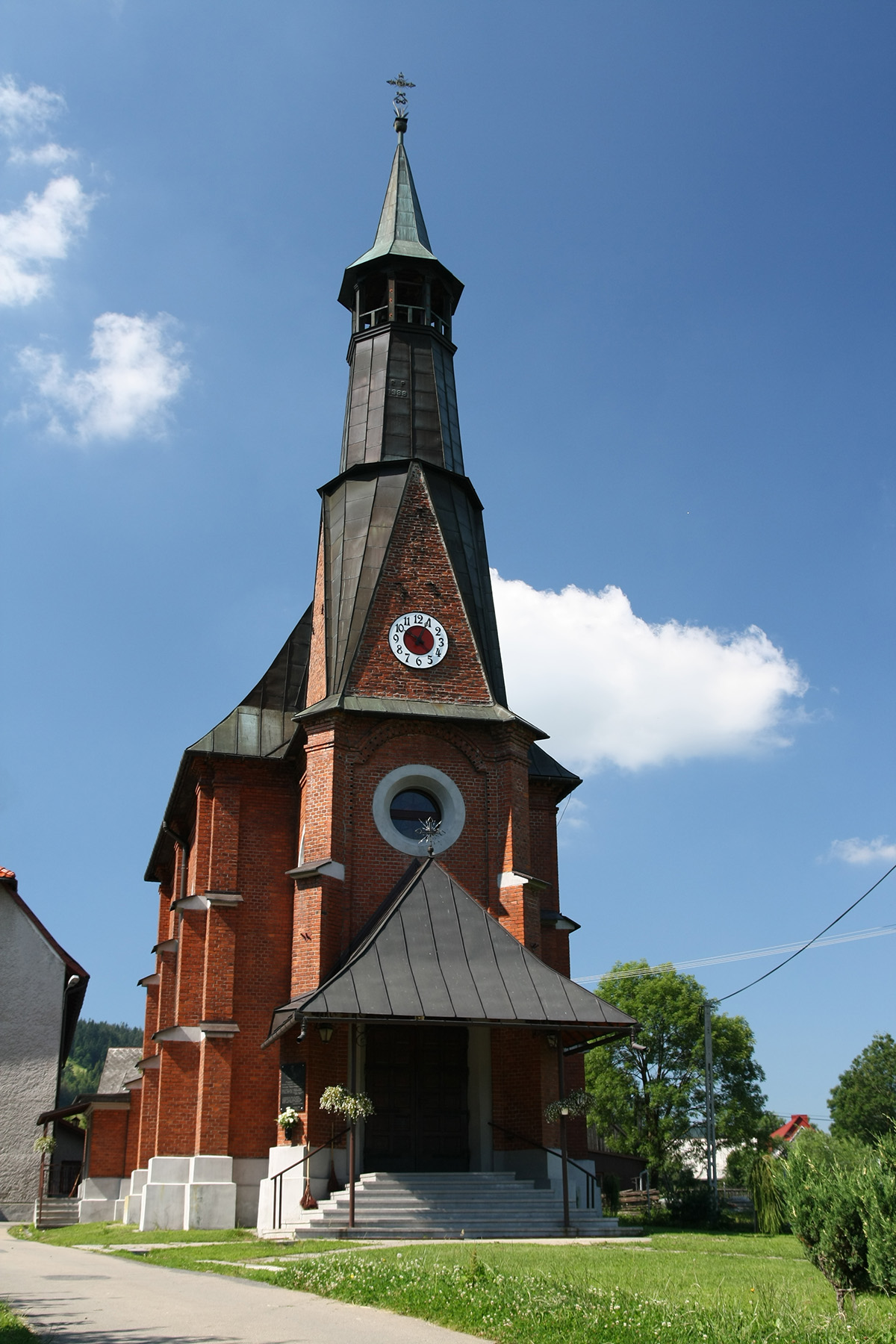
Kaplica w Sidzinie Górnej

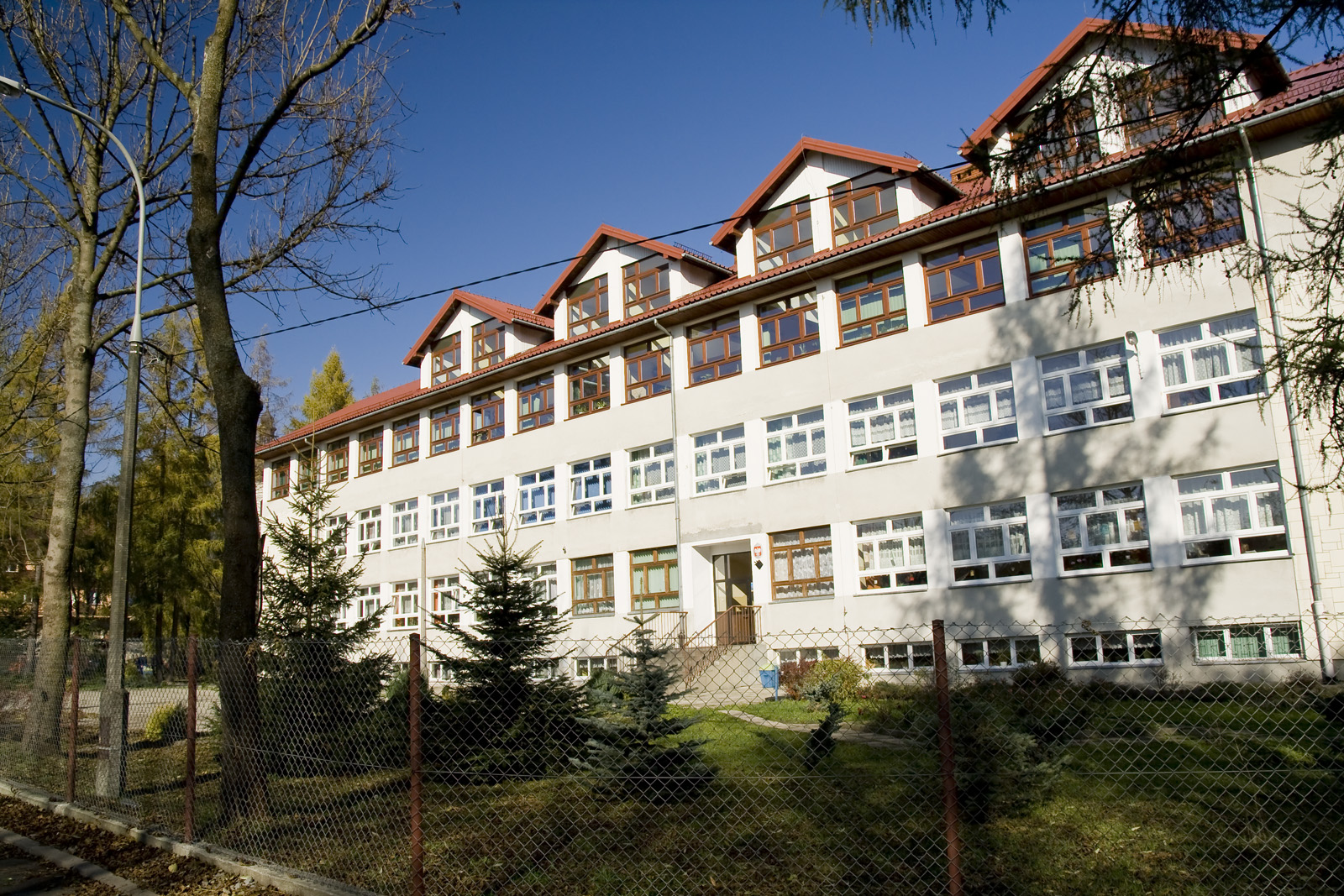
Zespół Szkół im. Dzieci z Zamojszczyzny

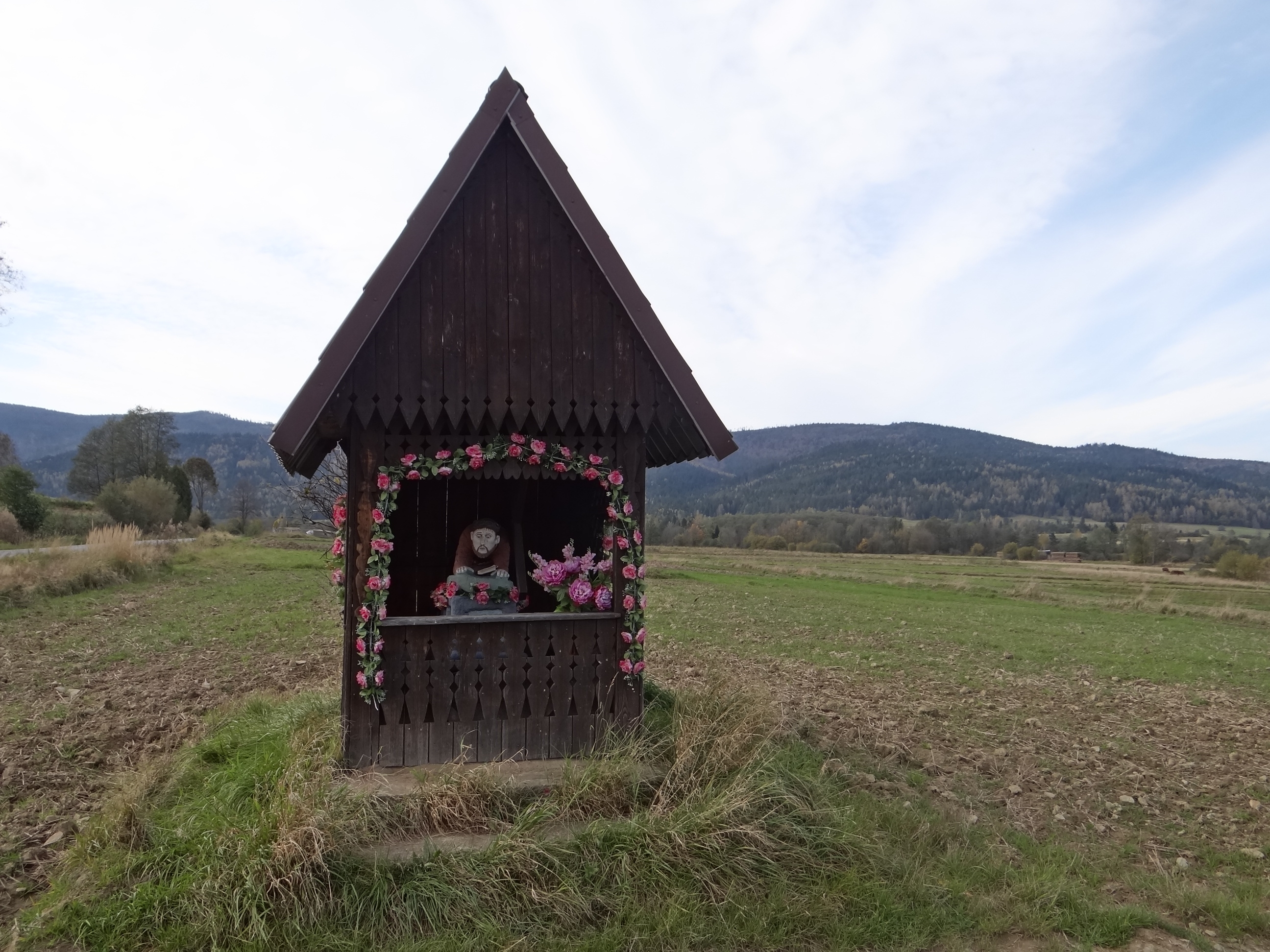
Kapliczka i widok na Pasmo Policy

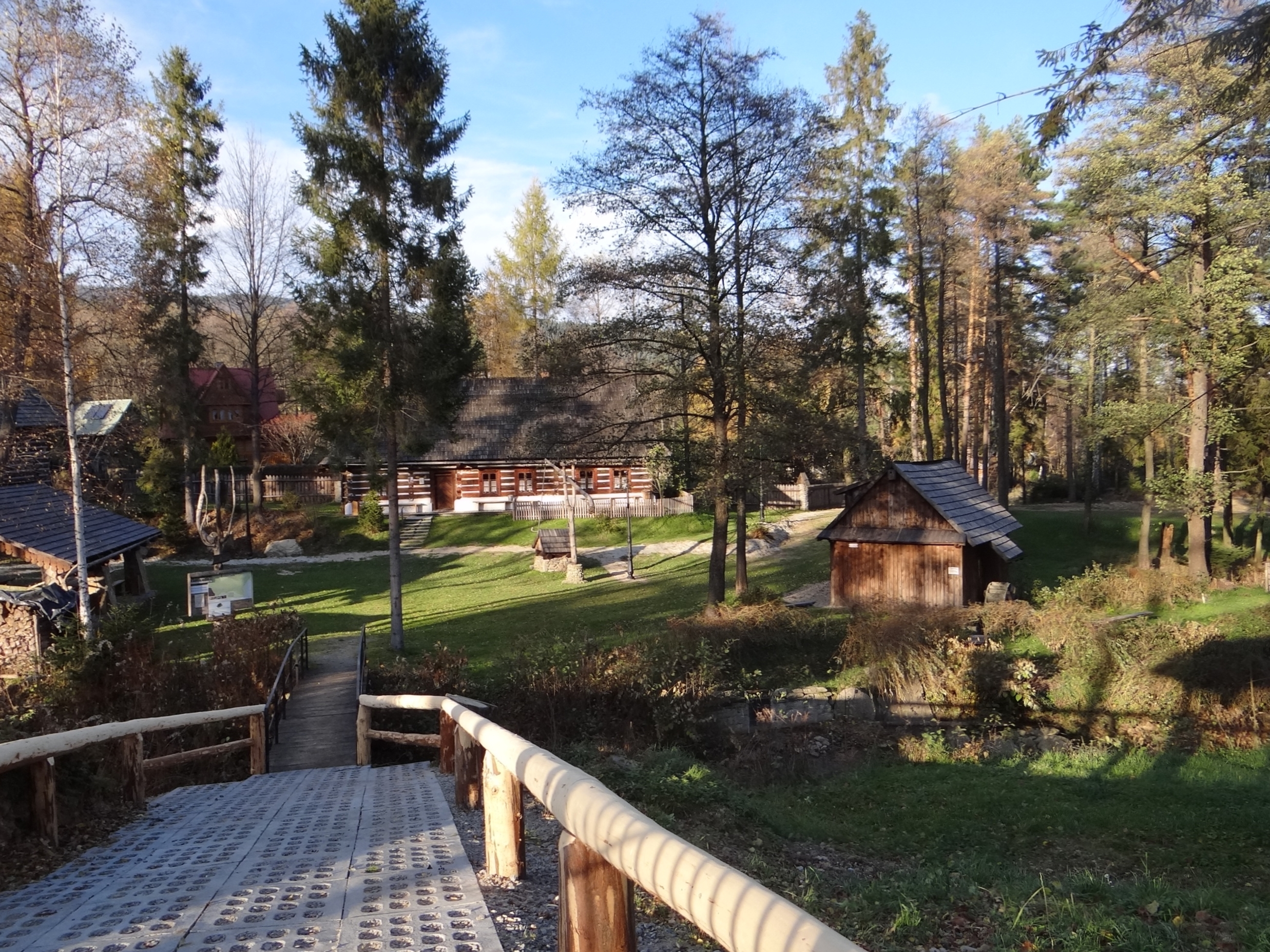
Skansen w Sidzinie

Sidzina – wieś w Polsce, położona w województwie małopolskim, w powiecie suskim, w gminie Bystra-Sidzina.

## Nazwa wsi
Pierwotnie wieś nosiła nazwę Miłoszowa. Nazwa pochodziła od nazwy lasów, w których to wieś została założona. Wiadomo, że wieś nie była własnością prywatną, podobnie jak lasy porastające te tereny należała do króla. Nazwa jednak wskazuje na przynależność do jakiegoś Miłosza. Podanie ludowe mówi o pochodzeniu nazwy lasów i wsi od imienia nieślubnego syna Władysława Łokietka Miłosza. Wersja ta wydaje się jednak mało prawdopodobna.
Funkcjonowanie nazwy Miłoszowa jest o tyle ciekawe, że już w roku 1598 w aktach wizytacji biskupiej wieś notowana jest jako Sidzina. W rejestrze poborowym województwa krakowskiego w roku 1629 wieś występuje pod dwiema nazwami: „Miłoszowa alias Szydzina”. Taki stan dochował się do roku 1691. Później używa się tylko nazwy Sidzina. Słownik geograficzny Królestwa Polskiego podaje nazwę wsi także w formie Szydzina.
Według dawnych podań, krążących wśród mieszkańców wsi nazwę tę należy wiązać z sitowiem, porastającym rzekomo nadrzeczne tereny wsi.

## Geografia

### Położenie
Sidzina położona jest na granicy dwóch pasm górskich Beskidu Żywieckiego. Jest to Pasmo Policy wznoszące się po północno-zachodniej stronie miejscowości i Beskid Orawsko-Podhalański po stronie południowej i południowo-wschodniej. Najwyższy szczyt wznoszący się nad Sidziną to Polica (1369 m). Wieś położona jest w gminie Bystra-Sidzina w  powiecie suskim. Jest to duża wieś o powierzchni ponad 52,27 km². Od południa Sidzina graniczy z Orawą (Zubrzyca Górna, Podwilk), od zachodu poprzez grzbiet Pasma Policy z Zawoją, Skawicą i Juszczynem, od wschodu ze Spytkowicami i Toporzyskiem, natomiast od północy z Bystrą Podhalańską, z którą tworzy gminę.
Główna zabudowa wsi ciągnie się wzdłuż potoku Sidzinka na długości około 7 km oraz w dolinach jego dopływów: potoków Sidzina, Ciśniawa i Głazówka (Głaza).

### Części wsi
Od XVI wieku istnieje podział wsi na dzielnice zwane rolami, których dzisiaj jest 53. Ponadto Sidzina posiada  kilka przysiółków oddalonych od centrum, największe z nich to: Mała Sidzinka, Jarominy-Migasy, Wielka Polana. Najmniejsze przysiółki położone są na stokach Pasma Policy na Polanach: Staszkowej i Malinowej, gdzie obecnie mieszka na stałe odpowiednio po jednej rodzinie. Z racji znacznej wysokości i trudno dostępnego terenu do dzisiaj przysiółki te nie zostały zelektryfikowane, przez co stanowią swego rodzaju naturalne skanseny. Wyjątkiem jest rola Kamycko położona u podnóża pasma Policy, ale i ona cechuje się trudnym dojazdem przez las zwłaszcza w zimie. Mieszka tam kilka rodzin.
Integralnymi częściami wsi są:

- Chorążakowa,
- Chorążowa,
- Czarnowa,
- Drabowa,
- Frączkowa,
- Gorylowa Dolna,
- Gorylowa Górna,
- Janeczkowa,
- Jarominy,
- Kluskówka,
- Kojsowa,
- Kolanowa,
- Kordel Dolny,
- Kordel Górny,
- Kostkowa,
- Kotówka,
- Krupowa,
- Krzywiczkowa,
- Kubaczkowa,
- Kulkowa,
- Kurzeńcowa,
- Laskowa,
- Lipkowa,
- Lipowa,
- Łosiowa,
- Majowa,
- Mała Sidzinka (Buczkowa, Kozinowa, Stopkowa),
- Makówka,
- Migasowa,
- Mikowa,
- Motorniowa,
- Mrózkowa,
- Na Policach,
- Papajowa,
- Pasternakowa,
- Pastwowa,
- Plebańska,
- Pociągowa,
- Pod Lasem,
- Przybysiowa,
- Sochowa,
- Sołtystwo,
- Stokłoskowa,
- Stramkowa,
- Szpakowa,
- Tępkowa,
- Tochowa,
- Trzopowa,
- Wiertelowa

## Historia

### Lokacja wsi
Początki Sidziny sięgają roku 1563; wtedy to 23 kwietnia na sejmie w Piotrkowie chłop Maciej Gorel otrzymał z rąk królewskich przywilej, zezwalający na założenie w puszczy zwanej Miłoszowa nowej wsi. Akt lokacyjny normował podstawy prawno-ustrojowe nowej wsi, określał też prawa i obowiązki mieszkańców. Druga połowa XVI wieku odznacza się wzmożonym osadnictwem południowej części puszczy beskidzkiej, prowadzonym przez węgierską rodzinę Thurzonów władającą państwem orawskim. Przywilej lokacyjny nadany Gorelowi przez króla Zygmunta Augusta był zapewne reakcją na poczynania południowych sąsiadów. Z uwagi na bliskość granicy węgierskiej i kuszące za nią warunki dla nowych osadników, przywilej ów zawierał wyjątkowo korzystne dla ludności chłopskiej postanowienia.
Miłoszowa, bo tak pierwotnie nazywała się Sidzina, administracyjnie należała do starostwa z siedzibą w Lanckoronie, na rzecz którego spełniać miała swe powinności. Pierwszym jej sołtysem został Maciej Gorel co obok licznych przywilejów stanowiło nagrodę za powołanie do życia nowej wsi. Sołtys też posiadał pełną władzę sądowniczą nad mieszkańcami; przez dobranie sobie siedmiu ławników spośród kmieci tworzył tzw. ławę czyli sąd wiejski. Poważne przestępstwa lub sprawy kryminalne rozpatrywał starosta, który przyjeżdżał w tym celu do wsi dwukrotnie w ciągu roku.
Maciej Gorel musiał być człowiekiem niezwykle przedsiębiorczym, gdyż już w roku wydania aktu lokacyjnego sprowadził w lasy babiogórskie trzynaście rodzin osadniczych, a w ciągu ośmiu lat od początków kolonizacji wieś liczyła czterdzieści rodzin chłopskich i jedną sołtysią. Wydaje się, że sporą liczbę osadników należy łączyć również z faktem, iż do Sidziny-Miłoszowej nie dotarła fala ucisku ludności wiejskiej, jaka miała miejsce w drugiej połowie XVI wieku. Było to zapewne kolejne zabezpieczenie ze strony starostwa lanckorońskiego przed zbiegostwem na Orawę.
Trudno określić, skąd pochodzili pierwsi osadnicy, natomiast na podstawie analizy ich imion i nazwisk stwierdzić można z całą pewnością, że wszyscy byli narodowości polskiej. Brak też wśród nowo przybyłych mieszkańców Wołochów, którzy w owym czasie w Beskidach, szczególnie na Żywiecczyźnie stanowili istotny żywioł osadniczy. Jest więc Sidzina wytworem osadnictwa polskiego.
Obok uprawy roli, która w górzystym terenie nie była łatwa, mieszkańcy wsi oddawali się zajęciom ubocznym, z których najbardziej rozwinięta była hodowla, a zwłaszcza owczarstwo. Inne uboczne zajęcia to młynarstwo połączone z rybołówstwem i przemysł drzewny. Rozwojowi tego drugiego sprzyjało bogactwo lasów sidzińskich. Wytwórczość drzewna poszła w trzech kierunkach: wypalanie węgla i smoły, obróbka drzewa budowlanego, gonciarstwo i klepkarstwo.

### Rozwój wsi
Krakowskie księgi celne z pierwszej połowy XVII wieku informują o utrzymywaniu przez Sidziniaków kontaktów handlowych z dosyć oddalonym miastem. Przywozili oni do Krakowa głównie drzewo, węgiel, siano, ale też spore ilości oleju, co świadczy o szeroko rozpowszechnionej uprawie lnu. Prawdopodobne są też kontakty handlowe z miastami węgierskimi. Niektóre źródła podają, że przez Sidzinę przebiegała nielegalna droga handlowa, którą udawali się na Węgry kupcy pragnący ominąć komorę celną w Myślenicach.
Pod koniec XVI wieku Sidzina wraz z całym starostwem lanckorońskim, dostała się we władanie magnackiej. W czasie stu lat sprawowania przez nich rządów znacznie zmalały swobody, jakie posiadały górne wsie starostwa. W celu ograniczenia samorządności około roku 1625 starostwo likwiduje w Sidzinie urząd sołtysa, powołując na jego miejsca wójta.
Tuż po wojnie szwedzkiej Zebrzydowscy chcąc podreperować swe wyniszczone dobra, wzmogli politykę wyzysku i ucisku chłopów.
Szczególnie ciężkie czasy dla wsi starostwa lanckorońskiego nastały wtedy, gdy w 1667 roku rządy ujęła wdowa po Michale Zebrzydowskim, Marianna Anna ze Stadnickich. Wobec stosowanego przez nią ucisku, na czoło gromad wiejskich wysunęli się co światlejsi chłopi, przygotowując wspólnie metody oporu. Zwoływali oni na polanach pod Babią Górą tajne schadzki, na których ustalano współdziałanie wszystkich wsi starostwa. W 1669 roku poddani wnieśli do sądu oskarżenie przeciw Zebrzydowskiej o zdzierstwo. Wyrok brzmiał przychylnie dla chłopów, ale mimo powtórnej supliki nie był przez starościnę respektowany. Doprowadziło to do aktywnego udziału poddanych jej chłopów w antyfeudalnym oporze, jaki ogarnął w 1670 roku południową Małopolskę. Wśród przywódców chłopskich tego okresu spotykamy trzech mieszkańców Sidziny: Marcina Kufla oraz braci Lipków Wojciecha i Andrzeja.
XVIII wiek przynosi tragiczne w skutkach dla Polski wydarzenia, które doprowadzają do I rozbioru. Południowe połacie Małopolski wraz ze starostwem lanckorońskim dostały się pod panowanie Austrii. Sidzina znalazła się początkowo w granicach cyrkułu wielickiego, od 1782 r. w granicach cyrkułu z siedzibą w Myślenicach, a od 1819 r. w granicach cyrkułu wadowickiego. Monarchia austriacka rządzona przez cesarzową Marię Teresę, a później jej syna Józefa II, przystąpiła do radykalnych reform włościańskich. W 1781 roku zniesiono zależność osobistą chłopów, przystąpiono do częściowego zmniejszenia powinności. Reformy józefińskie dały wiele udogodnień ludności wiejskiej, czym władze w Wiedniu pozyskały sobie zaufanie chłopa.
Po pierwszym rozbiorze Sidzina, jako dotychczasowa wieś królewska, przeszła do dóbr rządowych. Administracyjnie należała do dominium makowskiego, skupiającego oprócz Makowa dziewięć wsi dawnej parafii makowskiej. W 1798 roku rząd wystawił Sidzinę na licytację. Nie wiadomo, czy ktokolwiek kupił wtedy wieś, gdyż w 1839 roku hrabia Filip z rodu Saint Genois d’Anneaucourt kupuje część starostwa lanckorońskiego wraz z Sidziną. Następnie w roku 1878 dostaje się Sidzina do kompleksu dóbr arcyksięcia Albrechta Habsburga.
Na przełomie XVIII i XIX wieku Sidzina była wsią wyjątkowo dużą, w roku 1824 były tutaj 503 domy i 2505 mieszkańców. W XIX wieku na tereny Sidziny przybyli koloniści z Austrii, sprowadzeni prawdopodobnie przez Habsburgów w celu prowadzenia gospodarki leśnej w ich posiadłościach.
Ciekawe wspomnienie o Sidzinie z połowy XIX wieku pozostawił Agaton Giller, który odwiedził te tereny latem 1852 roku, napisał:
„Z tych wsi jeśli nie największą, to może najciekawszą jest Sidzina. Urządzenia jej gminne, sądy włościańskie, wiece, jak też forma posiadłości gruntowej, przetrwały niezmienione od najdawniejszych, bo jeszcze od pogańskich czasów.
Kto chce wiedzieć, jak dawna, pierwotna, bezpańska wieś rządziła się niech zajrzy do Sidziny. (…) Ducha obywatelskiego nie brak było pomiędzy mieszkańcami Sidziny. W roku 1846 dali przytułek zagrożonej w równinach szlachcie i powstrzymali falę ludowej czarniawy. Oświatą górowali nad sąsiadami”.
Do wspomnień Agatona Gillera należy podchodzić z dużą dozą krytycyzmu, jego zauroczenie kulturą góralską wynikało zapewne z ówczesnych tendencji panujących w kręgach akademickich. We wspomnieniach tych przywołane też zostały wydarzenia z roku 1846; istotnie rebelia galicyjska ominęła Sidzinę, choć mieszkańcy sąsiedniego Toporzyska wystąpili przeciwko przemocy dziedziców Wilkoszewskich. Ludność Sidziny udzieliła schronienia okolicznej szlachcie. Postawa taka musiała brać się z dużego uświadomienia politycznego, które mogło wynikać z działalności tutejszego proboszcza księdza Wojciecha Blaszyńskiego.
Eugeniusz Janota w wydanym w 1860 r. „Przewodniku w wycieczkach na Babią Górę, do Tatr i Pienin” relacjonując podróż z Krakowa w Tatry wspomniał krótko Sidzinę, pisząc: ...wioska ma dwa słone źródła, na rozkaz rządu zawalone i od strażników skarbowych strzeżone.

### Wiek XX
Przełom XIX i XX wieku wiąże się z masową emigracją ludności galicyjskiej do Ameryki w celach zarobkowych. Tę formę polepszenia swego bytu wybrało również wielu mieszkańców Sidziny. Większość z nich wracała z zarobionymi dolarami w rodzinne strony.
Pod koniec wieku XIX powoli wkracza do Sidziny przemysł. Powstaje tartak parowy, wybudowany przez Marynowicza, co daje mieszkańcom wsi dodatkowe źródło dochodu. W roku 1910 z inicjatywy Józefa Chorążego założono Ochotniczą Straż Pożarną. Jeszcze w XIX wieku swą działalność rozpoczęła w Sidzinie orkiestra dęta, która w okresie międzywojennym liczyła blisko 20 członków.
Po odzyskaniu przez Polskę niepodległości Sidzina została administracyjnie włączona do województwa krakowskiego i powiatu myślenickiego.
W okresie międzywojennym podstawowym zajęciem mieszkańców Sidziny pozostawało rolnictwo. Gospodarstwa rolne były już wtedy mocno rozdrobnione. Sporo miejsc pracy dawał przemysł drzewny. Powstał drugi tartak parowy. Nadal uprawiano len, z którego włókien wyrabiano płótno, a z nasion olej. W czasie wakacji gospodynie przyjmowały wielu letników, przybywających głównie z Krakowa.
Dalszy rozwój wsi przerwał wybuch II wojny światowej. Już pierwszego września hitlerowcy wkroczyli do Sidziny z terenów Słowacji. Całą Orawę Niemcy oddali we władanie państwa słowackiego ks. Tiso. Sidzina włączona do Generalnego Gubernatorstwa stała się wsią przygraniczną. Powstały dwie placówki graniczne, w Sidzinie Górnej oraz w Sidzinie – Binkówce. Po wojnie placówka na Binkówce została przekształcona w działający do dziś Dom Wczasów Dziecięcych nr 2.
Okupant zaczął nakładać na rolników kontyngenty; dużym uszczerbkiem dla miejscowych było wysadzenie przez Niemców tartaku. Największym ciosem dla mieszkańców Sidziny były dwie akcje pacyfikacyjne przeprowadzone przez hitlerowców. W sumie spłonęło w nich 46 gospodarstw.
Sidzińskie lasy stanowiły doskonałą bazę dla nękających wroga oddziałów partyzanckich. Od lata 1944 roku na Polanie Malinowej stacjonował spory oddział AK „Chełm”, któremu podlegał oddział terenowy z Sidziny. Przebywały tutaj także oddziały „Harnasie”, „Huta-Podgórze”. Również od lata 1944 roku, na sąsiedniej Polanie Staszkowej, stacjonowała grupa partyzantów radzieckich.
Po zakończeniu wojny Sidzina ponownie włączona została do województwa krakowskiego i powiatu myślenickiego. W czasie reorganizacji administracyjnej w 1956 roku utworzono powiat suski, do którego przyłączono również Sidzinę.
W pierwszych latach po wojnie Sidzina była wsią przeludnioną i dosyć zacofaną gospodarczo. Emigracja do miast dawała możliwość pracy w przemyśle, część mieszkańców opuściła wtedy wieś na stałe, część znalazła zatrudnienie w fabrykach w pobliskich miastach. Większość jednak pozostała, zajmując się rolnictwem. Nieco później obok rolnictwa zaczęto trudnić się chałupnictwem, głównie w zakresie obróbki drewna.
Po kolejnej reformie administracyjnej z roku 1975 Sidzina należała do województwa nowosądeckiego. Od 1999 roku podlega władzom województwa małopolskiego i powiatu suskiego.
Z Sidziny pochodził ks. Józef Stramek (1935-2023) - kanonik laterański, od 1976 r. proboszcz parafii Bożego Ciała w Krakowie, od 2002 proboszcz i kustosz sanktuarium maryjnego w Gietrzwałdzie.
W Sidzinie osiadła pisarka Maria Kędziorzyna.
Obecnie większość mieszkańców prowadzi gospodarstwa rolne, jednak nie stanowią one już podstawowego źródła dochodu. Zatrudnienie daje głównie przemysł drzewny, a także budownictwo i handel.

## Zabytki
Obiekty wpisane do rejestru zabytków nieruchomych województwa małopolskiego.
- Kościół św. Mikołaja, ogrodzenie ze stacjami Drogi Krzyżowej, drzewostan;
- dom nr 309.

## Religia
Akt lokacyjny z 1563 roku przyłączył Sidzinę do parafii w Makowie, istniejącej od 1529 roku. W latach 80. XVI stulecia wybudowano w Sidzinie pierwszy kościół. Wraz z jego budową zaczęto starać się o erekcję parafii, na co wskazują akta wizytacji biskupiej z 1598 roku. Te same akta mówią, że był to kościół drewniany. Obok niego wybudowano wtedy też dom dla proboszcza oraz dom dla rektora szkoły.
Prawdopodobnie między 1617 a 1645 rokiem w Sidzinie została erygowana parafia i zaraz po tym afiliowana do Makowa. Wizytacja z 1645 roku nazywa Sidzinę filią Makowa, dalej mówi, że proboszcz makowski trzyma stale w Sidzinie wikarego. W roku 1689 erygowano tutaj Bractwo Szkaplerza.
W tym czasie kościół sidziński był też ostoją dla katolików z Górnej Orawy. Wsie tej części Orawy zasiedlone były w głównej mierze Polakami o wyznaniu katolickim. Zarządzający tymi ziemiami Thurzonowie byli luteranami i chcieli zmusić swoich poddanych do przyjęcia tego wyznania. Wtedy też rozwinął się kult Matki Boskiej w sidzińskim obrazie.
Jak wykazały badania przeprowadzone przez polskich i amerykańskich uczonych w latach 60. XX w., obraz ten powstał na przełomie XV i XVI wieku w Dalmacji. Jest to obraz grecko-bizantyjski, bardzo popularny na Rusi, gdzie ten typ malowideł nazywany jest „Umylenje”. W obrządku łacińskim nazywa się go „Glykofilusa”.
Kościół drewniany stał w Sidzinie do roku 1813, kiedy to obok niego zbudowano dzisiejszy, murowany, w stylu tzw. józefińskim, a stary rozebrano. Relikty fundamentów dawnego kościoła (prawdopodobnie części prezbiterialnej) odnaleziono w 2014 roku podczas archeologicznych badań wykopaliskowych, którymi kierował Archeolog Mariusz Biel, przeprowadzonych po północno-wschodniej stronie obecnego kościoła, za murem cmentarnym, na tzw. „cmentarzu cholerycznym”. Potwierdzeniem sakralności odkrytego obiektu były szczątki dwóch szkieletów zarejestrowanych w północno-wschodnim narożniku wnętrza odnalezionej budowli
W roku 1836 odłączono Sidzinę od parafii w Makowie i erygowano samodzielne probostwo. Proboszczem nowo powstałej parafii został ks. Wawrzyniec Stramski.
W XIX w. swoją działalność społeczną i duszpasterską w miejscowości prowadził ksiądz Wojciech Blaczyński. Przybył on do Sidziny w 1836 roku, obejmując funkcję wikariusza, a w roku 1844 proboszcza. W swojej pracy skupiał się na odnowie moralnej wiernych, polegającej przede wszystkim na katechizacji i szerzeniu oświaty a także na walce z pijaństwem. Efektem jego aktywności było założenie szkoły parafialnej. Z czasem powstał ruch ruch religijny (tzw. sidziniarstwo), inspirowany ks. Blaszczyńskim. Sidzina stała się wówczas celem pielgrzymek religijnych, wierni przybywali zwłaszcza z Orawy, Podtatrza, Podhala, znad Wisły, oraz okolic Bochni i Tarnowa.
Jesienią 1911 roku w Sidzinie Górnej ks. Jan Trzopiński, na gruntach należących do jego rodziny, rozpoczął budowę zakładu dla sierot. Poświęcenia ochronki dokonano w 1922 roku. Opiekę nad sierotami objęły siostry Służebniczki Starowiejskie. Obok ochronki stanęła neogotycka kaplica pw. Najświętszego Serca Jezusa.

## Kultura
Równocześnie z powstaniem kościoła w 1598 roku rozpoczęła działalność szkoła parafialna. Akta wizytacji biskupiej z tego samego roku mówią, że kierownikiem szkoły był Stanisław z Wiśnicza. Biskupie akta wizytacyjne z 1645 i 1655 roku mówią: „Jest budynek szkolny”. Pod koniec XVII wieku szkolnictwo upada.
Nie wiadomo, czy do momentu przybycia w 1836 do Sidziny ks. Blaszyńskiego istniała tutaj jakaś forma oświaty. Za jego czasów w roku 1863 uczęszczało do szkoły parafialnej 96 uczniów. Nauka była płatna. Po śmierci ks. Blaszyńskiego szkoła przestała działać.
W okresie międzywojennym początkowo była w Sidzinie jedna szkoła powszechna z dwoma, a następnie czterema nauczycielami. Na początku lat 30. w ochronce w Sidzinie Górnej zorganizowano szkołę powszechną nr 2, w której uczyły zakonnice. W latach 40. zakonnice zastąpiono nauczycielami świeckimi.
Szkoła Podstawowa nr 1 otrzymała w 1971 roku nowy budynek. Po gruntownej przebudowie mieścił się w nim Zespół Szkół im. Dzieci z Zamojszczyzny, składający się z gimnazjum i szkoły podstawowej (w 2017 r. gimnazjum zostało zlikwidowane). W Sidzinie Górnej działa Szkoła Podstawowa nr 2 im. Ks. Jana Trzopińskiego.
Od roku 1946 w Sidzinie-Binkówce działa Dom Wczasów Dziecięcych nr 2, mieszczący się w poniemieckim budynku placówki granicznej. Obecnie przyjeżdżają tutaj dzieci z całej Polski na tzw. zielone szkoły i kolonie. W początkowym okresie działalności placówki turnusy trwały tutaj do sześciu tygodni. W latach 50. gościły tutaj dzieci z Korei i Rumunii, w latach 80. z Węgier, Słowacji, ZSRR i Libanu. Placówka od początków istnienia utrzymuje kontakty z miejscowymi szkołami.
W międzywojniu w Sidzinie działało koło Stronnictwa Ludowego. Kobiety zrzeszone były w kole Gospodyń Wiejskich, a część młodzieży w Katolickim Stowarzyszeniu Młodzieży. Organizacje te pozytywnie wpływały na życie wsi. M.in. Sidzina przekazała w 1934 roku Polskiemu Towarzystwu Tatrzańskiemu parcelę pod budowę schroniska na Hali Krupowej.
Również w dwudziestoleciu międzywojennym kierownik szkoły powszechnej, Edward Leśniak założył teatr amatorski.
Tuż po II wojnie światowej w 1946 roku teatr amatorski i zespół regionalny zainicjował Adam Leśniak, kontynuując niejako dzieło swego ojca. Teatr i zespół początkowo działał przy gromadzkiej świetlicy Związku Samopomoc Chłopska „Koliba”. Po upadku świetlicy teatr zawiesił swą działalność, była ona później kontynuowana przez teatr amatorski przy Państwowym Domu Wczasów Dziecięcych. Zespół regionalny pod nazwą „Koliba” istniał do roku 1978, zdobywając w tym czasie wiele nagród i wyróżnień na festiwalach i przeglądach folklorystycznych.
Obecnie od roku 1999 działa w Sidzinie Dziecięcy Zespół Regionalny „Holniki”, który prowadzi Teresa Lipka a kierownikiem jest prezes Związku Podhalan Maciej Motor-Grelok. Patronat nad zespołem sprawuje sidziński oddział Związku Podhalan istniejący tu od 1997 roku.
W 1963 roku z inicjatywy Adama Leśniaka w Sidzinie-Binkówce zorganizowano Muzeum Regionalne. Początkowo mieściło się ono w chacie z 1806 roku, przeniesionej tutaj z Małej Sidzinki. W chacie zgromadzono liczne eksponaty związane z codziennym życiem mieszkańców wsi. Obecnie w muzeum oprócz wspomnianej chaty można zwiedzić jeszcze dwie inne chałupy, kuźnię i spichlerz. W spichlerzu zorganizowano Izbę Pamięci Narodowej, gromadzącą pamiątki po działających tutaj w czasie II wojny oddziałach partyzanckich. Muzeum stanowiło filię Orawskiego Parku Etnograficznego w Zubrzycy Górnej. Aktualnie pod nazwą Muzeum Kultury Ludowej stanowi osobną jednostkę.

## Turystyka
Sidzina posiada duże walory klimatyczne i krajobrazowe. Dzięki dobrym warunkom turystycznym i wypoczynkowym odwiedzana jest przez sporą liczbę letników. Bazę turystyczną stanowią w niej przede wszystkim Dom Wczasów Dziecięcych nr 2, Schronisko PTTK na Hali Krupowej i liczne gospodarstwa agroturystyczne.
W Sidzinie rosną okazałe drzewa, dęby szypułkowe. Największy z nich ma wyjątkowy zbieżysty odziomek, obwód pnia na wysokości 1,3 m wynosił 801 cm (w 2013). Wiek tego drzewa szacowany jest na 500 lat. Kolejny okazały dąb, rosnący opodal, miał w tym samym roku obwód 681 cm.

### Szlaki turystyczne
Kojszówka – Przełęcz Malinowe – Sidzina-Chorążowa – Góra Ludwiki – Jawornik – Skawa
 Sidzina-Chorążowa – Kucałowa Przełęcz – Zawoja-Centrum
 Sidzina-Wielka Polana – Kucałowa Przełęcz – Schronisko PTTK na Hali Krupowej
 Jordanów – Góra Ludwiki – Sidzina-Sidzinka Mała – dojście do  pod Targoszówką